# Lepyrium
Lepyrium là một chi ốc nước ngọt, là động vật chân bụng sống dưới nước động vật thân mềm thuộc họ Hydrobiidae.

## Các loài
Chi Lepyrium có các loài sau:
- Flat pebblesnail, Lepyrium showalteri - loài điển hình